# 1986 год в истории изобразительного искусства СССР
1986 год был отмечен рядом событий, оставивших заметный след в истории советского изобразительного искусства.

## События
- Выставка произведений Елены Михайловны Костенко открылась в залах Ленинградской организации Союза художников РСФСР.[1]

- Председателем правления Ленинградской организации Союза художников РСФСР избран Народный художник СССР, Герой Социалистического Труда скульптор Аникушин Михаил Константинович, ранее уже возглавлявший Ленинградский Союз в 1962-1972 годах.
- В мае в залах Ленинградской организации Союза художников РСФСР открылась традиционная Выставка произведений ленинградских художников - ветеранов Великой Отечественной войны.
- Выставка произведений Лавренко Бориса Михайловича открылась в Музее Академии художеств в Ленинграде.[2]

- Выставка "Елизавета Кругликова и её ученики" открылась в Ленинграде в Музее Академии художеств.
- Выставка произведений Романычева Александра Дмитриевича открылась в Музее Академии художеств в Ленинграде.[3]
- Выставка произведений Заслуженного художника РСФСР Шаманова Бориса Ивановича открылась в залах Ленинградской организации Союза художников РСФСР.[4]

- Выставка произведений Михаила Петровича Железнова открылась в залах Ленинградской организации Союза художников РСФСР.[5]
- Выставка произведений Народного художника РСФСР Николаева Ярослава Сергеевича (1899-1978) открылась в залах Ленинградской организации Союза художников РСФСР.[6]
- Выставка произведений Народного художника РСФСР Фомина Петра Тимофеевича открылась в Центральном выставочном зале в Москве.[7]
- В Ленинграде и Дрездене (ГДР) прошла третья совместная выставка произведений художников двух городов «Мы побратимы - сохраним мир» с участием Михаила Аникушина, Дмитрия Бучкина, Ивана Варичева, Германа Егошина, Алексея Еремина, Вячеслава Загонека, Михаила Канеева, Евгения Мальцева, Веры Назиной, Сергея Осипова, Виктора Тетерина, Леонида Ткаченко, Виталия Тюленева, Бориса Шаманова и других ленинградских мастеров изобразительного искусства[8].
- Выставка произведений Заслуженного деятеля искусств РСФСР Петра Дмитриевича Бучкина (1886-1965) открылась в залах Ленинградской организации Союза художников РСФСР.[9]

- Выставка произведений Андрея Ивановича Хаустова (1930-1978) открылась в залах Ленинградской организации Союза художников РСФСР.[10]
- Выставка произведений Крестовского Ярослава Игоревича открылась в Москве в залах ЦДХ.[11]

## Скончались
- 12 февраля — Скуинь Елена Петровна, советский живописец и график (род. в 1908).
- 27 марта — Понятов Михаил Осипович, советский живописец (род. в 1905).
- 8 июня — Цыплаков Виктор Григорьевич, русский советский живописец, Народный художник РСФСР (род. в 1915).
- 16 июня — Прошкин Анатолий Николаевич, российский советский живописец, график, педагог (род. в 1907).
- 26 июня — Сидур Вадим Абрамович, советский скульптор (род. в 1924).
- 2 августа — Баженов Всеволод Андреевич, советский живописец (род. в 1909).
- 6 августа — Мухо Николай Антонович, советский живописец (род. в 1913).

### Полная дата неизвестна
- Френц Владимир Рудольфович, российский советский живописец (род. в 1937).
- Фурманков Николай Алексеевич, российский советский живописец (род. в 1924).
- Турбасов Владимир Кузьмич, советский живописец (род. в 1895).
- Смирнов Борис Александрович, советский художник-прикладник, Заслуженный художник РСФСР, лауреат Государственной премии РСФСР имени И. Е. Репина (род. в 1903).